# Podróż apostolska Franciszka do Maroka
Podróż apostolska papieża Franciszka do Maroka odbyła się w dniach 30 – 31 marca 2019 r. Franciszek był drugim papieżem w tym państwie po Janie Pawle II w 1985 roku.

## Program pielgrzymki
- 30 marca

O 10:45 samolot z papieżem wyleciał z rzymskiego lotniska Fiucimino; o 14.00 przyleciał do Rabatu. O 14:30 odbyła się przed Pałacem Królewskim ceremonia powitalna; po której 20 minut później papież spotkał się z królem Maroka Muhammadem VI. O 15:30 papież spotkał się z władzami Maroka i mieszkańcami kraju na esplanadzie im. Mosquée Hassana. Godzinę później papież złożył wizytę w mauzoleum im. Muhammada VI. O 17:00 papież odwiedził Instytut Imamów i Kaznodziejów im. Mohammeda VI. O 18:00 spotkał się z uchodźcami w siedzibie diecezjalnej Caritasu.
- 31 marca

O 9:30 papież złożył wizytę w Centre Rural des Service Sociaux. O 10:35 spotkał się w katedrze w Rabacie z kapłanami, zakonnikami, osobami konsekrowanymi i członkami soborów kościołów ekumenicznych. O 12:00 papież zjadł obiad. O 14:45 odprawił mszę świętą w Complex Sports of Prince Moulay Abdellah. O 17:00 odbyła się ceremonia pożegnalna na lotnisku w Rabacie; kwadrans po ceremonii papież odleciał samolotem do Rzymu. O 21:30 samolot z papieżem wylądował na lotnisku w Rzymie.